# Jensen's Bøfhus

Jensen's Bøfhus Stockholm

Jensen's Bøfhus är en dansk restaurangskedja som inriktar sig på att servera biff. Det finns 30 restauranger i Danmark, Sverige, Norge (2019). I Danmark finns restaurangen i de flesta större städerna. I Sverige finns fem restauranger (2024), i Malmö (två stycken), Jönköping och två i Stockholm.
Kedjans historia började 1984 med restaurangen Bøf España i Århus. Namnet blev under utvecklingen ändrat till Jensen's Bøfhus år 1990. Grundare av kedjan är Palle Skov Jensen.
Jensen's Bøfhus huvudkontor ligger i Odense.